# Oplopanax
Oplopanax – rodzaj roślin należący do rodziny araliowatych (Araliaceae). Obejmuje trzy gatunki. Występują we wschodniej Azji i w Ameryce Północnej. Uprawiane są jako rośliny ozdobne.  Kolcosił straszliwy Oplopanax horridus był bardzo ważną rośliną leczniczą dla Indian Ameryki Północnej.

## Morfologia
PokrójNieduże drzewa i krzewy o pędach nadziemnych pokrytych kolcami, często zamierających co roku.
LiścieSkrętoległe, dłoniasto klapowane i piłkowane na brzegu. U nasady ogonka zrośnięte z nim przylistki.
KwiatyObupłciowe, drobne, zebrane w baldaszki, a te w kwiatostan złożony wiechowaty lub groniasty. Kwiaty są promieniste, 5–krotne. Z pięciu działek kielicha trzy wyciągnięte są w kolce. Płatków korony i pręcików jest pięć. Zalążnia powstaje z dwóch owocolistków i jest dwukomorowa, zwieńczona dwiema szyjkami wolnymi lub zrośniętymi w dole.
OwocCzerwono-żółty pestkowiec osiągający do 1,2 cm średnicy.

## Systematyka
Pozycja systematyczna
Rodzaj z podrodziny Aralioideae, rodziny araliowatych (Araliaceae).
Wykaz gatunków
- Oplopanax elatus (Nakai) Nakai
- Oplopanax horridus (Sm.) Miq. – kolcosił straszliwy
- Oplopanax japonicus Nakai